# Филатово (Рязанская область)
Филатово — населённый пункт, входящий в состав Молвинослободского сельское поселение сельского поселения Кораблинского района Рязанской области.

## Топонимика
Наименование селения произошло от фамилии его владельцев Филатовых.

## История
В платежных книгах Каменского стана 1594—1597 годов упоминается сельцо Филатова, одной половиной которого владели дети Филатова, а другой — Биркин.
По приправочным книгам Каменского стана 1596—1598 годов также показано сельцо Филатова.
О деревне Филатово говорится в писцовых книгах Каменского стана 1628—1629 годов.
В окладных книгах 1676 года показана «Церковь Великого Чудотворца Николая в селе Филатове».
В 1850 году имелось 16 дворов.

## Население
| 1859 | 1906 | 2010 |
| ---- | ---- | ---- |
| 207  | ↗306 | ↘32  |

## Инфраструктура
В селе действует овощехранилище ООО «Кораблинские овощи» (бывшего совхоза «Красное»).